# Radko Dimitriew

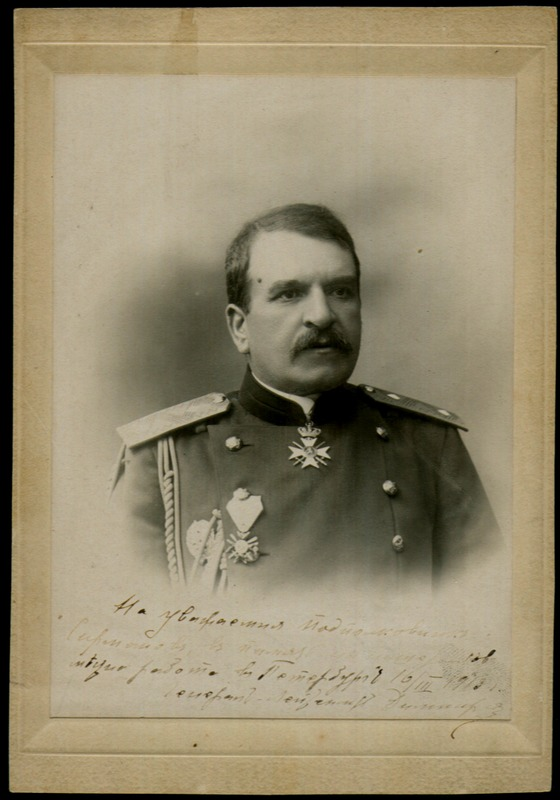
Radko Dimitriew

Radko Dimitriew (* 24. September 1859 in Gradez, Provinz Sliwen, Osmanisches Reich; † 18. Oktober 1918 in Pjatigorsk, Russland) war ein bulgarischer Offizier, der im Ersten Weltkrieg zuletzt als General der Infanterie in russischen Diensten stand.

## Leben
Dimitriew wurde als Sohn eines Lehrers im damals osmanischen Bulgarien geboren. Er nahm 1876 am Aprilaufstand gegen die osmanische Herrschaft teil und schloss sich im Russisch-Osmanischen Krieg von 1877/78 dem russischen Leibgarde-Ulanenregiment an. Nach der Unabhängigkeit des Fürstentums Bulgarien schloss er 1879 die Militärschule in Sofia und 1884 die Nikolajewski-Militärakademie in Sankt Petersburg ab. 1885 nahm er am Serbisch-Bulgarischen Krieg teil, in dem er sich auszeichnete. 1886 war er einer der Mitverschwörer im Putsch gegen den regierenden Fürsten Alexander von Battenberg und ging anschließend ins rumänische Exil. Ab 1887 stand er für zehn Jahre im Dienst der russischen Armee und wurde im Kaukasus eingesetzt.
Nach seiner Rückkehr nach Bulgarien wurde er 1898 Chef des Stabes der 5. Infanterie-Division an der Donau und 1904 Chef der Operationsabteilung des Generalstabs. Von 1904 bis 1907 bekleidete er den Posten des Chefs des Generalstabs der bulgarischen Armee. 1909 wurde er Chef der 3. Armeeinspektion. 1910 befehligte er die Kavallerie während der s.g. Bluthochzeit von Russe, als dabei 24 Menschen ermordet wurde.
Nach Ausbruch des Ersten Balkankrieges führte er die 3. Armee zu Siegen bei Kirkkilise und Lüleburgaz. Im Zweiten Balkankrieg war er stellvertretender Oberbefehlshaber der bulgarischen Armee. Anschließend wurde er zum Botschafter in Sankt Petersburg ernannt.
Nach Ausbruch des Ersten Weltkrieges trat er erneut in den Dienst der russischen Armee und erhielt die russische Staatsbürgerschaft. Im Range eines Generalleutnants erhielt er den Befehl über das VIII. Armeekorps und nahm an der Schlacht in Galizien teil. Nach der Ernennung Nikolai Russkis zum Oberbefehlshaber der Nordwestfront übernahm er dessen 3. Armee und war maßgeblich an der Winterschlacht in den Karpaten beteiligt. Nach der Durchbruchsschlacht von Gorlice-Tarnów im Frühjahr 1915 wurde er seines Postens enthoben. Im Verlauf der Schlacht war er nicht in seinem Hauptquartier. Im Nachhinein wurde er als Kommandierender General des II. Sibirischen Armeekorps zurückgestuft. Im März 1916 erhielt er erneut ein Armeekommando, diesmal über die 12. Armee bei Riga. Nach der Februarrevolution 1917 wurde er – angeblich krankheitsbedingt – in die Reserve versetzt und begab sich zur Behandlung nach Südrussland. Nachdem der Russische Bürgerkrieg im Mai 1918 ausgebrochen war, wurde er im September 1918 von den Bolschewiki als Geisel genommen und am 18. Oktober zusammen mit General Russki und anderen ermordet.